# Conrado I de Wettin
Conrado, el Grande (1097-5 de febrero de 1157) fue el margrave de Meissen desde 1123 hasta su retiro en 1156. Fue hijo de Timo de Wettin, conde de Brehna, de la casa de Wettin y de Ida, hija de Otón de Nordheim. Fue también conde de las casas de Wettin, Brehna y Camburg desde antes de 1116.

## Vida
En 1123, se convirtió en conde de Eilenburg. Ese mismo año, Lotario de Supplinburg, duque de Sajonia, lo nombró margrave de Meissen en oposición de Wiprecht de Groitzsch, el designado por el emperador Enrique V. Lotario también nombró a Alberto el Oso margrave de Lusacia, mientras que Enrique V nombró a Wiprecht para dicha posición también. En 1136, Lotario, entonces emperador, le designa también para Lusacia. Por aquel entonces, la Alta Lusacia formaba parte de Meissen y el margraviato de Lusacia quedaba reducida solamente a la Baja Lusacia.
En 1143, Conrado se convierte en conde de Groitzsch y de Rochlitz y vogt de Chemnitz y Naumburg. En 1147, mientras Conrado III de Alemania estaba en la Segunda Cruzada, Conrado el Grande se unió a Enrique el León, Adalberto de Salzwedel, Alberto el Oso y a los arzobispos de Magdeburgo y Bremen para organizar una cruzada contra los abodritas y los wagri. En agosto, Conrado y Alberto junto con los obispos de Magdeburgo, Havelburgo y Brandemburgo agruparon sus fuerzas en Magdeburgo. El príncipe abodrita Niklot y sus fortalezas de Dubin y Dimin fueron sitiadas. Tanto él como el también príncipe abodrita Pribislav fueron forzados a aceptar el cristianismo y a firmar la paz.
Fundó el monasterio de San Pedro de Lauterberg en Petersberg a dónde se retiró el 30 de noviembre de 1156. Murió y fue enterrado en el monasterio junto con su esposa, Luitgarda de Elchingen-Ravenstein, hija de Adalberto, conde de Elchingen-Ravenstein y Berta de Hohenstaufen, hija de Federico I de Suabia e Inés de Alemania.

## Matrimonio y descendencia
Tuvo muchos hijos con Lutgarda de Elchingen-Ravenstein, con quien se casó antes de 1119. Su hijo mayor, Otón II de Meissen, le sucedió en Meissen, mientras que su segundo hijo Teodorico I, le sucedió en Lusacia. Su hijo Enrique I de Wettin se casó con Sofía de Sommerschenburg, condesa del Palatinado de Sajonia, hija del conde Federico VI de Sommerschenburg y de la condesa Lutgarda de Salzwedel, reina madre de Dinamarca.
Su descendencia fue la siguiente:
- Heinrich (i.e. Henry; died young)
- Otón II de Meissen
- Teodorico II de Lusacia
- Dedi III de Lusacia
- Enrique I de Wettin
- Federico I de Brehna
- Oda
- Adela de Meissen, reina de Dinamarca
- Bertha
- Sophie
- Gertrud
- Inés II,  de Quedlinburg